# 競馬展望プラス
『競馬展望プラス』（けいばてんぼうプラス）は、2012年10月より2019年3月まで東名阪ネット6で企画ネット番組として放送されていた競馬情報番組である。
2012年10月5日より2019年3月29日まで、関西版を毎週金曜にKBS京都テレビ・サンテレビ・三重テレビで、2012年10月6日より2019年3月30日まで、関東版を毎週土曜に首都圏トライアングル各局で放送された。

## 概要
当番組は2012年10月から東名阪ネット6で放送されている中央競馬・地方競馬展望番組である。内容は関東版と関西版に分かれ、関東版は毎週土曜に首都圏トライアングル共同制作、関西版は毎週金曜にKBS京都制作で放送された。
関東独立局では同年6月より毎週金曜日にチバテレ・テレ玉で中央競馬展望番組である『金曜競馬CLUB』（チバテレ制作）を既に放送しているが、10月からは土曜日にも当番組を開始し、更に『金曜競馬CLUB』司会である長岡一也が当番組にコメンテーターとして出演、前記の2局とtvkがネットに加わり首都圏トライアングル加盟3局で放送されていた。尚、首都圏トライアングルでの土曜日の中央競馬展望番組は2010年12月で終了した『中央競馬ハイライト』（『中央競馬ワイド中継』のダイジェスト版、関東エリアでは1985年から週末の午後に競馬中継を放送してきた）以来の放送となった。
また、関西独立局ではKBS京都制作で他にサンテレビと三重テレビでも放送されていた。関西地区の金曜の中央競馬展望番組は2007年3月に終了した『競馬展望』以来5年半ぶりの放送で、またサンテレビでは2010年3月にKBS京都から土曜分の競馬展望もネットを打ち切っていたので、それ以来、2年半ぶりに中央競馬の展望番組の放送が再開された。
なお、番組開始から2014年3月までは日本中央競馬会（JRA）の提供であったが、4月以降は地方競馬全国協会（NAR）1社のみでの提供である。
コンセプトは関東版・関西版とも共通で、「中央競馬」プラス「地方競馬」。今週末に開催される中央競馬注目のレースを重賞中心に解説者が徹底分析。更に、中央競馬との相互発売が拡大する地方競馬のグレードレース情報もプラスする。解説者は競馬ブックのトラックマンをメインとした中央競馬担当記者のみの出演であるが、関東版・関西版とも司会者に地方競馬と関わりがあった人物を起用していた。中央競馬では日曜重賞展望がメインであるが、関西版については土曜日に重賞が行われる場合は土曜重賞も展望する。地方競馬の展望レースは翌週にダートグレード競走が開催される場合は関東版・関西版とも共通、ダートグレード競走が開催されない週はそれぞれの地区の交流重賞を展望していた。

## 関東版

### 概要
番組の基本構成は、前述のチバテレ制作の『金曜競馬CLUB』とほぼ同様である。実際に、制作協力が『金曜競馬CLUB』と同じオフィスて・らであるほか、馬柱のデザイン、セットにターフィーショップで販売している名馬のぬいぐるみを飾っている点など共通点が多い。制作著作のテロップは一番左にチバテレが表示されている。ただし、プレゼントの応募先は、『中央競馬ワイド中継』に準じており、関東主場が東京開催時はtvk、中山開催時はチバテレ、福島・新潟開催時はテレ玉宛となる。『金曜競馬CLUB』では出演者全員が予想を披露していたが、当番組では予想を披露するのは解説者のみである。JRAスポンサー時は土曜当日のレースについては番組の最後に重賞レースのみ結果を取り上げていた。『金曜競馬CLUB』とは異なって生放送（tvkのみ録画=撮って出し）される。

### 司会
- 大澤幹朗（グリーンチャンネル『中央競馬中継』土曜午前キャスターも務めている）

IBC岩手放送の局アナ時代に岩手競馬の実況経験があり、関東版出演者の中では唯一地方競馬に関わりが深い。

### コメンテーター
- 長岡一也[9]（競馬ジャーナリスト・アナウンサー、2012年6月 - 、現在『金曜競馬CLUB』司会、同年10月より当番組にも出演）

『金曜競馬CLUB』では自身の予想も披露しているが、当番組では予想は披露せず、展望レースの過去のデータやポイントなどを紹介している。
2016年4月2日放送では、司会の大澤が欠席のため、長岡が代理司会を務めた。当番組で司会として出演した初のケースとなった。

### アシスタント
- 阿久津尚子（元さくらんぼテレビアナウンサー、圭三プロダクション所属、2017年7月29日放送分を以って産休のため一時降板、同年11月4日放送分より復帰）
- 伊藤綾香（圭三プロダクション所属、同年8月5日放送分から10月28日放送分まで阿久津の代役として出演）

### 解説者
以下は2017年9月以降のローテーション。開始当初は柏木が月2回、残りの2回は柏木以外の4人の解説者が出演していたが、中西加入以降は柏木・中西がそれぞれ月1回、その他の5人の解説者はこれまで同様に残り2回に順次出演。
第1週
- 中西徹（日刊競馬、2013年8月から加入。2014年9月までは第1週もしくは第2週に出演。2014年10月から2017年8月までは第3週に出演）

第2・4週
- 山下健（競馬ブック）
- 安中貴史（同上）
- 赤塚俊彦（同上）
- 長島広幸（同上、2015年8月から加入）
- 藤原有貴（研究ニュース）

第3週
- 柏木集保[10]（日刊競馬。2014年9月までは第3週もしくは第4週に出演。10月から2017年8月までは第1週に出演。グリーンチャンネル『トラックマンTV』にも出演）

### コーナー
本日のレース結果
2013年3月までは番組最初のコーナー、4月より番組最後のコーナーに移行。土曜日に重賞が開催される場合に行われる。当初はレースVTRは流されず、3着までの着順と配当のみ画面に表示され、解説者がレースの寸評を述べていたが、3回目の放送よりレースVTRも流されるようになった。4月より着順表示は3着から2着までに縮小し、更に配当に至っては表示されなくなった。2014年4月にJRAがスポンサーを降板して以降、このコーナーは行われなくなった。
メインレース展望
前半が原則として中央競馬関東のメインレース（ただし関西メインがGIレースの場合か関東メインが非重賞の場合には関西メインを取り上げる。その場合は通常とは逆に関東メインの予想は行わない）、後半が地方競馬の交流重賞を2レース展望、最後に解説者のおすすめレース（原則として人気薄の推奨馬）の紹介と計4レースを展望する。まず、中央競馬の予想対象レースについて長岡が過去5年の3着までの着順データからレースの傾向と過去の名勝負を紹介する。続いて解説者がピックアップした参考レースの解説、そして予想を披露する。地方競馬の交流重賞については解説者の参考レースの解説の後、予想の披露。予想は解説者の手書きによるフリップで披露され、上位3頭と本命馬の下にはその根拠を書き記している。重賞レースでのフリップタイトルは「（解説者の名前）の狙い」、重賞レース以外の解説者のおすすめレースのフリップタイトルは「（解説者の名前） 明日の特注馬」となっている。
Weekend 地方競馬Topics
前週の主だった地方交流重賞レースをレースVTR付で解説者が振り返る。番組開始当初から行われていたが、2013年より上記コーナー名が正式につけられた。

### ネット局
| 放送対象地域 | 放送局                     | 系列                                      | 放送時間                                | 放送期間                      | 備考 |
| ------------ | -------------------------- | ----------------------------------------- | --------------------------------------- | ----------------------------- | ---- |
| 千葉県       | 千葉テレビ放送（チバテレ） | JAITS （首都圏トライアングル） 共同制作局 | 毎週土曜日 21:30 - 22:00 （同時ネット） | 2012年10月6日 - 2019年3月30日 |      |
| 埼玉県       | テレビ埼玉（テレ玉）       | JAITS （首都圏トライアングル） 共同制作局 | 毎週土曜日 21:30 - 22:00 （同時ネット） | 2012年10月6日 - 2019年3月30日 |      |
| 神奈川県     | テレビ神奈川（tvk）        | JAITS （首都圏トライアングル） 共同制作局 | 毎週土曜日 24:30 - 25:00                | 2012年10月6日 - 2019年3月30日 |      |

## 関西版

### 概要
番組構成としては、KBS京都テレビで土曜日に放送していた『競馬TODAY』と基本的な番組構成、かつての金曜版の『競馬展望』と同様KBS京都のスタジオで収録する点については類似しているが、出走馬の枠順を表すテロップに関してはKBS京都制作の他の競馬番組の『うまDOKI』（2010年までは、KEIBAワンダーランド）や『競馬TODAY』で使用している横型の馬箱ではなく、この番組用の縦方の馬箱を使用した出走馬表を使用している。また、スタジオのバックはウインズの場内をイメージしたものを使用している。
後述の通り、2018年1月から赤見が産休・育休のため一時降板し、澤武・稲富の2人で進行し、まれに解説者以外のゲストを迎えることも増えていた。

### 司会
- 赤見千尋（競馬ジャーナリスト、元・地方競馬騎手。かつては『中央競馬ワイド中継』日曜レポーターを務めていた。関西版出演者の中で唯一の地方競馬関係者でもある。2018年1月から産休していた）
- 澤武博之（KBS京都アナウンサー。土曜日の『競馬TODAY』にも不定期で出演[14]）

### アシスタント
- 瑠歌（開始当初 - 2014年12月26日まで）
- 稲富菜穂（2015年1月2日放送より参加）

### 解説者
競馬ブックのトラックマンが週替わりで出演。以下が基本的なローテーションとなる。
第1週
- 山田理子（グリーンチャンネル『トラックマンTV』解説者）

第2週
- 坂井直樹（グリーンチャンネルパドック解説者）

第3週
- 西村敬（グリーンチャンネル『トラックマンTV』解説者）

第4週
- 牟田雅直（『うまDOKI』スタジオ解説者）

### コーナー
中央競馬レース展望
番組前半で、当該週の土曜日・日曜日に開催される重賞レースの中から、主な1〜2レースを展望する（主に関西で行われる重賞が中心。GI開催週はそのGIレースのみが展望対象になる場合あり。また、GIのトライアル戦などのように、関東で注目の重賞が予定されていれば、それを優先することもあった）。また、番組の最後には当日出演する競馬ブックトラックマンが最初に展望した以外の土日のレースの中から、自信のある1レースの推奨馬も紹介する（土曜日のレースが多い）。
地方競馬レース展望及び1週間地方競馬のトピックス・特集
地方競馬の直近1週間に予定される注目の重賞競走についての展望や、番組放送までの1週間に起きた地方競馬のトピックスを紹介していた。また、地方競馬関連の特集を放送することもあった。重賞競走の展望は、ダートグレード競走の場合、競馬ブックトラックマンがJRA出走馬、赤見が地方所属馬の中からそれぞれ注目馬を紹介する形で展望されるが、地方馬限定の重賞の場合は原則赤見のみが展望していた。また、そのレースの行われる競馬場について、赤見がコース特徴などを解説する件もあった。
なお、番組開始当初はダートグレード以外の地方重賞は基本的に西日本地区の中から注目レースを取り上げていたが、2013年秋ごろからは時間的な余裕があれば東日本の注目レースを取り上げる場合もある。

### ネット局
| 放送対象地域 | 放送局                         | 系列  | 放送時間                                | 放送期間                      | 備考 |
| ------------ | ------------------------------ | ----- | --------------------------------------- | ----------------------------- | ---- |
| 京都府       | KBS京都テレビ 制作局           | JAITS | 毎週金曜日 22:30 - 23:00 （同時ネット） | 2012年10月5日 - 2019年3月29日 |      |
| 兵庫県       | サンテレビジョン（サンテレビ） | JAITS | 毎週金曜日 22:30 - 23:00 （同時ネット） | 2012年10月5日 - 2019年3月29日 |      |
| 三重県       | 三重テレビ放送（三重テレビ）   | JAITS | 毎週金曜日 23:20 - 23:50                | 2012年10月5日 - 2019年3月29日 |      |